# Kabinet-Johnson II
Het kabinet-Johnson II was het kabinet van het Verenigd Koninkrijk dat werd geleid door premier Boris Johnson. Het kwam tot stand op 13 december 2019 nadat de Conservatieve Partij een dag eerder bij de algemene verkiezingen van 2019 in het Lagerhuis een meerderheid van tachtig zetels behaalde.
Wat betreft de functieverdeling startte het kabinet als een vrijwel ongewijzigde voortzetting van het kabinet-Johnson I. Op 13 februari 2020 wijzigde Johnson de samenstelling van zijn regeringsploeg en trad Sajid Javid na een meningsverschil onverwacht af als minister van Financiën. Bij die gelegenheid verminderde Johnson ook het aantal bewindslieden dat de kabinetsvergadering bijwoonde zonder officieel lid van het kabinet te zijn. Het kabinet-Boris Johnson II werd hierdoor een van de kleinste Britse kabinetten van de afgelopen jaren. Op 15 september 2021 voerde Johnson een tweede herschikking door.

## Samenstelling
Het Britse kabinet bestaat uit de premier, de Chancellor of the Exchequer (minister van Financiën) en voor elk departement de hoogstgeplaatste bewindspersoon. Dit zijn in het kabinet-Boris Johnson II in volgorde van departementale hiërarchie:
|                                                                        | Functie                                                                      | Ambtsbekleder         |                                                        | Ambtstermijn      | Ambtstermijn      |
| ---------------------------------------------------------------------- | ---------------------------------------------------------------------------- | --------------------- | ------------------------------------------------------ | ----------------- | ----------------- |
|                                                                        | Premier                                                                      | Boris Johnson         | Boris Johnson (1964)                                   | 24 juli 2019      | 6 september 2022  |
|                                                                        | First Secretary of State                                                     | Dominic Raab          | Dominic Raab (1974)                                    | 24 juli 2019      | 15 september 2021 |
| Vicepremier                                                            | 15 september 2021                                                            | Dominic Raab          | Dominic Raab (1974)                                    | 6 september 2022  |                   |
| Minister van Justitie                                                  | 15 september 2021                                                            | Dominic Raab          | Dominic Raab (1974)                                    | 6 september 2022  |                   |
| Lord Chancellor                                                        | 15 september 2021                                                            | Dominic Raab          | Dominic Raab (1974)                                    | 6 september 2022  |                   |
|                                                                        | Minister van Financiën                                                       | Sajid Javid           | Sajid Javid (1969)                                     | 24 juli 2019      | 13 februari 2020  |
|                                                                        | Minister van Financiën                                                       | Rishi Sunak           | Rishi Sunak (1975)                                     | 13 februari 2020  | 5 juli 2022       |
| Nadhim Zahawi                                                          | Minister van Financiën                                                       | Nadhim Zahawi (1967)  | 5 juli 2022                                            | 6 september 2022  |                   |
|                                                                        | Minister van Buitenlandse Zaken                                              | Liz Truss             | Liz Truss (1975)                                       | 15 september 2021 | 6 september 2022  |
| Minister voor Vrouwen en Gelijkheid                                    | 8 september 2019                                                             | Liz Truss             | Liz Truss (1975)                                       |                   | 6 september 2022  |
|                                                                        | Minister van Binnenlandse Zaken                                              | Priti Patel           | Priti Patel (1972)                                     | 24 juli 2019      | 6 september 2022  |
|                                                                        | Minister van Justitie                                                        | Robert Buckland       | Robert Buckland (1968)                                 | 24 juli 2019      | 15 september 2021 |
| Lord Chancellor                                                        |                                                                              | Robert Buckland       | Robert Buckland (1968)                                 | 24 juli 2019      | 15 september 2021 |
|                                                                        | Lord Privy Seal                                                              | Natalie Evans         | Baroness Evans van Bowes Park Natalie Evans (1975)     | 13 juli 2016      | 6 september 2022  |
| Leader of the House of Lords                                           |                                                                              | Natalie Evans         | Baroness Evans van Bowes Park Natalie Evans (1975)     | 13 juli 2016      | 6 september 2022  |
|                                                                        | Minister van Economische Zaken                                               | Andrea Leadsom        | Andrea Leadsom (1963)                                  | 24 juli 2019      | 13 februari 2020  |
|                                                                        | Minister van Economische Zaken                                               | Alok Sharma           | Alok Sharma (1967)                                     | 13 februari 2020  | 8 januari 2021    |
|                                                                        | Minister van Economische Zaken                                               | Kwasi Kwarteng        | Kwasi Kwarteng (1975)                                  | 8 januari 2021    | 6 september 2022  |
|                                                                        | Minister van Defensie                                                        | Ben Wallace           | Ben Wallace (1970)                                     | 24 juli 2019      | 6 september 2022  |
|                                                                        | Minister van Volksgezondheid                                                 | Matt Hancock          | Matt Hancock (1976)                                    | 9 juli 2018       | 26 juni 2021      |
|                                                                        | Minister van Volksgezondheid                                                 | Sajid Javid           | Sajid Javid (1969)                                     | 26 juni 2021      | 5 juli 2022       |
|                                                                        | Minister van Volksgezondheid                                                 | Stephen Barclay       | Stephen Barclay (1972)                                 | 5 juli 2022       | 6 september 2022  |
|                                                                        | Minister van Arbeid en Pensioenen                                            | Thérèse Coffey        | dr. Thérèse Coffey (1971)                              | 8 september 2019  | 6 september 2022  |
|                                                                        | Minister van Onderwijs                                                       | Gavin Williamson      | Gavin Williamson (1976)                                | 24 juli 2019      | 15 september 2021 |
|                                                                        | Minister van Onderwijs                                                       | Nadhim Zahawi         | Nadhim Zahawi (1967)                                   | 15 september 2021 | 5 juli 2022       |
|                                                                        | Minister van Onderwijs                                                       | Michelle Donelan      | Michelle Donelan (1984)                                | 5 juli 2022       | 7 juli 2022       |
|                                                                        | Minister van Onderwijs                                                       | James Cleverly        | James Cleverly (1969)                                  | 7 juli 2022       | 6 september 2022  |
|                                                                        | Minister van Transport                                                       | Grant Shapps          | Grant Shapps (1968)                                    | 24 juli 2019      | 6 september 2022  |
|                                                                        | Minister van Huisvesting, Wijken en Lokale Zaken                             | Robert Jenrick        | Robert Jenrick (1982)                                  | 24 juli 2019      | 15 september 2021 |
|                                                                        | Minister van Huisvesting, Wijken en Lokale Zaken                             | Michael Gove          | Michael Gove (1967)                                    | 15 september 2021 | 6 juli 2022       |
|                                                                        | Minister van Huisvesting, Wijken en Lokale Zaken                             | Greg Clark            | Greg Clark (1967)                                      | 7 juli 2022       | 6 september 2022  |
|                                                                        | Minister van Milieu, Voedselvoorziening en Agrarisch Zaken                   | Theresa Villiers      | Theresa Villiers (1968)                                | 24 juli 2019      | 13 februari 2020  |
|                                                                        | Minister van Milieu, Voedselvoorziening en Agrarisch Zaken                   | George Eustice        | George Eustice (1971)                                  | 13 februari 2020  | 6 september 2022  |
|                                                                        | Minister van Digitale Zaken, Cultuur, Media en Sport                         | Nicky Morgan          | Baroness Morgan van Cotes Nicky Morgan (1972)          | 24 juli 2019      | 13 februari 2020  |
|                                                                        | Minister van Digitale Zaken, Cultuur, Media en Sport                         | Oliver Dowden         | Oliver Dowden (1978)                                   | 13 februari 2020  | 15 september 2021 |
|                                                                        | Minister van Digitale Zaken, Cultuur, Media en Sport                         | Nadine Dorries        | Nadine Dorries (1957)                                  | 15 september 2021 | 6 september 2022  |
|                                                                        | Kanselier van het Hertogdom Lancaster                                        | Michael Gove          | Michael Gove (1967)                                    | 24 juli 2019      | 15 september 2021 |
| Minister voor Kabinetszaken                                            | 13 februari 2020                                                             | Michael Gove          | Michael Gove (1967)                                    |                   | 15 september 2021 |
|                                                                        | Kanselier van het Hertogdom Lancaster                                        | Stephen Barclay       | Stephen Barclay (1972)                                 | 15 september 2021 | 5 juli 2022       |
| Minister voor Kabinetszaken                                            | 8 februari 2022                                                              | Stephen Barclay       | Stephen Barclay (1972)                                 | 15 september 2021 |                   |
| Stafchef van 10 Downing Street                                         | 8 februari 2022                                                              | Stephen Barclay       | Stephen Barclay (1972)                                 | 5 juli 2022       |                   |
|                                                                        | Kanselier van het Hertogdom Lancaster                                        | Kit Malthouse         | Kit Malthouse (1966)                                   | 7 juli 2022       | 6 september 2022  |
|                                                                        | Minister voor Internationale Handel                                          | Liz Truss             | Liz Truss (1975)                                       | 24 juli 2019      | 15 september 2021 |
| President of the Board of Trade                                        |                                                                              | Liz Truss             | Liz Truss (1975)                                       | 24 juli 2019      | 15 september 2021 |
| Minister voor Vrouwen en Gelijkheid                                    | 8 september 2019                                                             | Liz Truss             | Liz Truss (1975)                                       |                   | 15 september 2021 |
|                                                                        | Minister voor Internationale Handel                                          | Anne-Marie Trevelyan  | Anne-Marie Trevelyan (1969)                            | 15 september 2021 | 6 september 2022  |
| President of the Board of Trade                                        |                                                                              | Anne-Marie Trevelyan  | Anne-Marie Trevelyan (1969)                            | 15 september 2021 | 6 september 2022  |
|                                                                        | Minister voor Schotland                                                      | Alister Jack          | Alister Jack (1963)                                    | 24 juli 2019      | 6 september 2022  |
|                                                                        | Minister voor Wales                                                          | Simon Hart            | Simon Hart (1963)                                      | 16 december 2019  | 6 juli 2002       |
|                                                                        | Minister voor Wales                                                          | Robert Buckland       | Robert Buckland (1968)                                 | 7 juli 2022       | 6 september 2022  |
|                                                                        | Minister voor Noord-Ierland                                                  | Julian Smith          | Julian Smith (1971)                                    | 24 juli 2019      | 13 februari 2020  |
|                                                                        | Minister voor Noord-Ierland                                                  | Brandon Lewis         | Brandon Lewis (1971)                                   | 13 februari 2020  | 7 juli 2022       |
|                                                                        | Minister voor Noord-Ierland                                                  | Shailes Vara          | Shailesh Vara (1960)                                   | 7 juli 2022       | 6 september 2022  |
|                                                                        | Minister voor Brexit Kansen en een Efficiënte Overheid                       | Jacob Rees-Mogg       | Jacob Rees-Mogg (1969)                                 | 8 februari 2022   | 6 september 2022  |
|                                                                        | Minister voor Vertrek uit de Europese Unie                                   | Stephen Barclay       | Stephen Barclay (1972)                                 | 15 november 2018  | 31 januari 2020   |
|                                                                        | Minister voor Ontwikkelingshulp                                              | Alok Sharma           | Alok Sharma (1967)                                     | 24 juli 2019      | 13 februari 2020  |
|                                                                        | Minister voor Ontwikkelingshulp                                              | Anne-Marie Trevelyan  | Anne-Marie Trevelyan (1969)                            | 13 februari 2020  | 2 september 2020  |
|                                                                        | Minister zonder portefeuille (Partijvoorzitter)                              | James Cleverly        | James Cleverly (1969)                                  | 24 juli 2019      | 13 februari 2020  |
|                                                                        | Minister zonder portefeuille (Partijvoorzitter)                              | Amanda Milling        | Amanda Milling (1975)                                  | 13 februari 2020  | 15 september 2021 |
|                                                                        | Minister zonder portefeuille (Partijvoorzitter)                              | Oliver Dowden         | Oliver Dowden (1978)                                   | 15 september 2021 | 24 juni 2022      |
|                                                                        | Minister zonder portefeuille                                                 | Nigel Adams           | Nigel Adams (1966)                                     | 15 september 2021 | 6 september 2022  |
| Formeel geen leden van het kabinet, maar wonen kabinetsvergadering bij |                                                                              |                       |                                                        |                   |                   |
| Ambtsbekleder                                                          | Ambtsbekleder                                                                | Ambtsbekleder         | Ambtsbekleder                                          | Ambtstermijn      | Ambtstermijn      |
|                                                                        | Lord President of the Council                                                | Jacob Rees-Mogg       | Jacob Rees-Mogg (1969)                                 | 24 juli 2019      | 8 februari 2022   |
| Leader of the House of Commons                                         |                                                                              | Jacob Rees-Mogg       | Jacob Rees-Mogg (1969)                                 | 24 juli 2019      | 8 februari 2022   |
|                                                                        | Lord President of the Council                                                | Mark Spencer          | Mark Spencer (1970)                                    | 8 februari 2022   | 6 september 2022  |
| Leader of the House of Commons                                         |                                                                              | Mark Spencer          | Mark Spencer (1970)                                    | 8 februari 2022   | 6 september 2022  |
|                                                                        | Minister voor Kabinetszaken                                                  | Oliver Dowden         | Oliver Dowden (1978)                                   | 24 juli 2019      | 13 februari 2020  |
| Thesaurier-generaal                                                    |                                                                              | Oliver Dowden         | Oliver Dowden (1978)                                   | 24 juli 2019      | 13 februari 2020  |
|                                                                        | Penny Mordaunt                                                               | Penny Mordaunt (1973) | 13 februari 2020                                       | 15 september 2021 |                   |
|                                                                        | Michael Ellis                                                                | Michael Ellis (1967)  | 15 september 2021                                      | 6 september 2022  |                   |
| Minister voor Kabinetszaken                                            | Michael Ellis                                                                | Michael Ellis (1967)  | 8 februari 2022                                        | 6 september 2022  |                   |
|                                                                        | Voorzitter van de Klimaatconferentie van 2021                                | Alok Sharma           | Alok Sharma (1967)                                     | 8 januari 2021    | 6 september 2022  |
|                                                                        | Onderminister voor Financiën                                                 | Rishi Sunak           | Rishi Sunak (1975)                                     | 24 juli 2019      | 13 februari 2020  |
|                                                                        | Onderminister voor Financiën                                                 | Stephen Barclay       | Stephen Barclay (1972)                                 | 13 februari 2020  | 15 september 2021 |
|                                                                        | Onderminister voor Financiën                                                 | Simon Clarke          | Simon Clarke (1984)                                    | 15 september 2021 | 6 september 2022  |
|                                                                        | Onderminister voor Veiligheidsdiensten                                       | Brandon Lewis         | Brandon Lewis (1971)                                   | 24 juli 2019      | 13 februari 2020  |
| Onderminister voor Vertrek uit de Europese Unie                        | 31 januari 2020                                                              | Brandon Lewis         | Brandon Lewis (1971)                                   | 24 juli 2019      |                   |
|                                                                        | Onderminister voor Veiligheidsdiensten                                       | James Brokenshire     | James Brokenshire (1968–2021)                          | 13 februari 2020  | 7 juli 2021       |
| Damian Hinds                                                           | Onderminister voor Veiligheidsdiensten                                       | Damian Hinds (1969)   | 13 augustus 2021                                       | 6 september 2022  |                   |
|                                                                        | Onderminister voor Economische Zaken en Energie                              | Kwasi Kwarteng        | Kwasi Kwarteng (1975)                                  | 24 juli 2019      | 8 januari 2021    |
|                                                                        | Onderminister voor Economische Zaken en Energie                              | Anne-Marie Trevelyan  | Anne-Marie Trevelyan (1969)                            | 8 januari 2021    | 6 september 2022  |
|                                                                        | Onderminister voor Huisvesting                                               | Esther McVey          | Esther McVey (1967)                                    | 24 juli 2019      | 13 februari 2020  |
|                                                                        | Onderminister voor Lokale Zaken                                              | Jake Berry            | Jake Berry (1978)                                      | 11 juni 2017      | 13 februari 2020  |
|                                                                        | Onderminister voor Milieu                                                    | Zac Goldsmith         | Baron Goldsmith van Richmond Park Zac Goldsmith (1975) | 24 juli 2019      | 6 september 2022  |
| Onderminister voor Ontwikkelingshulp                                   | 2 september 2020                                                             | Zac Goldsmith         | Baron Goldsmith van Richmond Park Zac Goldsmith (1975) | 24 juli 2019      |                   |
| Onderminister voor Buitenlandse Zaken                                  | 13 februari 2020                                                             | Zac Goldsmith         | Baron Goldsmith van Richmond Park Zac Goldsmith (1975) | 6 september 2022  |                   |
|                                                                        | Advocaat-generaal                                                            | Geoffrey Cox          | Geoffrey Cox (1960)                                    | 9 juli 2018       | 13 februari 2020  |
|                                                                        | Advocaat-generaal                                                            | Suella Braverman      | Suella Braverman (1980)                                | 13 februari 2020  | 6 september 2022  |
|                                                                        | Onderstaatssecretaris voor Financiën Parliamentary Secretary to the Treasury | Mark Spencer          | Mark Spencer (1970)                                    | 24 juli 2019      | 8 februari 2022   |
| Chief Whip in het Lagerhuis                                            |                                                                              | Mark Spencer          | Mark Spencer (1970)                                    | 24 juli 2019      | 8 februari 2022   |
| Chris Heaton-Harris                                                    | Chris Heaton- Harris (1967)                                                  | 8 februari 2022       | 6 september 2022                                       |                   |                   |

Russell I ·
Smith-Stanley I ·
Hamilton-Gordon ·
Temple I ·
Smith-Stanley II ·
Temple II ·
Russell II ·
Smith-Stanley III ·
Disraeli I ·
Gladstone I ·
Disraeli II ·
Gladstone II ·
Gascoyne-Cecil I ·
Gladstone III ·
Gascoyne-Cecil II ·
Gladstone IV ·
Primrose ·
Gascoyne-Cecil III ·
Gascoyne-Cecil IV ·
Balfour ·
Campbell-Bannerman ·
Asquith I ·
Asquith II ·
Asquith III ·
Asquith IV ·
Lloyd George I ·
Lloyd George II ·
Law ·
Baldwin I ·
MacDonald I ·
Baldwin II ·
MacDonald II ·
MacDonald III ·
MacDonald IV ·
Baldwin III ·
Chamberlain I ·
Chamberlain II ·
Churchill I ·
Churchill II ·
Attlee I ·
Attlee II ·
Churchill III ·
Eden ·
Macmillan I ·
Macmillan II ·
Douglas-Home ·
Wilson I ·
Wilson II ·
Heath ·
Wilson III ·
Callaghan ·
Thatcher I ·
Thatcher II ·
Thatcher III ·
Major I ·
Major II ·
Blair I ·
Blair II ·
Blair III ·
Brown ·
Cameron I ·
Cameron II ·
May I ·
May II ·
Johnson I ·
Johnson II ·
Truss ·
Sunak ·
Starmer